# Chiffrierabteilung des Oberkommandos der Wehrmacht
Die Chiffrierabteilung des Oberkommandos der Wehrmacht (auch: Chiffrierabteilung des OKW, kurz: Chi oder OKW/Chi) war die Dienststelle der Wehrmacht, die sich mit der Entzifferung des gegnerischen Nachrichtenverkehrs und mit der Sicherheitskontrolle eigener Schlüsselverfahren, wie der Rotor-Schlüsselmaschine Enigma, vor und während der Zeit des Zweiten Weltkriegs befasste. Sie unterstand dem OKW und war Nachfolgerin der früheren Chi-Stelle (Chiffrierstelle) des Reichswehrministeriums.
Der Gründer der Chiffrierstelle im Oktober 1920 war Oberleutnant Erich Buschenhagen (1895–1994), der später zum General der Infanterie aufstieg. Chef der Chiffrierstelle der Reichswehr von 1925 bis 1928 war Rudolf Schmidt, Bruder des „Enigma-Spions“ Hans-Thilo Schmidt. Rudolf wurde 1931 zum Oberstleutnant befördert und Chef des Stabes der Nachrichtenabteilung. Von 1932 bis 1934 war Hans Oschmann Chef der Chiffrierstelle. Dieser empfahl die Aufnahme des späteren Spions Hans-Thilo Schmidt als Mitarbeiter der Chiffrierstelle.
OKW/Chi ist als ein Pendant zu OKH/Chi (eigentlich: Inspektion 7 Gruppe VI im Allgemeinen Heeresamt, kurz In7/VI), also der Chiffriergruppe des Oberkommandos des Heeres (OKH) zu sehen, beziehungsweise deren Nachfolgerin OKH/GdNA, also der Dienststelle des Generals der Nachrichtenaufklärung im OKH. Weitere Pendants, beziehungsweise konkurrierende kryptanalytische Dienste, waren der B-Dienst (Beobachtungsdienst) der Kriegsmarine, das Forschungsamt (FA) der Luftwaffe, das Amt IV E (Abwehr) im Reichssicherheitshauptamt (RSHA) und Pers Z, der Chiffrierdienst des Auswärtigen Amtes (AA).

## Kurzbezeichnung
Die amtliche Abkürzung „Chi“ für die Chiffrierabteilung geht – anders als man vermuten könnte – nicht auf den griechischen Buchstaben Chi zurück, sondern allein auf die ersten drei Buchstaben des Worts Chiffrierabteilung. Der Chi-Test (nicht zu verwechseln mit dem Chi-Quadrat-Test), ein bei der Kryptanalyse von Texten ähnlich wichtiges Werkzeug wie die Kreuzkorrelationsfunktion bei der Analyse von Signalen, wurde erst im Jahr 1935 vom amerikanischen Kryptoanalytiker Solomon Kullback vorgeschlagen und war bei Gründung der Chi-Stelle des Reichswehrministeriums, der Vorläuferin der Chiffrierabteilung, zu Zeiten der Weimarer Republik noch unbekannt.

## Unterstellung
Einem der im nun teilweise öffentlich zugänglichen Archiv (siehe auch: Weblinks) des alliierten Target Intelligence Committee (TICOM) verfügbaren, damals als TOP SECRET eingestuften Dokument lässt sich die Unterstellung von OKW/Chi innerhalb des OKW entnehmen.
- Oberkommando der Wehrmacht (OKW), Generalfeldmarschall Wilhelm Keitel

- Wehrmachtführungsstab (WFSt), Generaloberst Alfred Jodl

- Amt Nachrichtenverbindungswesen (NVW), General der Nachrichtentruppen Erich Fellgiebel

- Amtsgruppe Wehrmachtnachrichtenverbindungen (AgWNV), Generalleutnant Fritz Thiele, nach Juli 1944 Generalleutnant Wilhelm Gimmler

- Chiffrierabteilung (Chi), Oberst Hugo Kettler

## Gliederung
Ein anderes, ebenfalls im TICOM-Archiv verfügbares Verhörprotokoll zeigt die Organisationsstruktur des OKW/Chi zum Kriegsende.
- Chiffrierabteilung des Oberkommandos der Wehrmacht, Abteilungschef Oberst Kettler
  - Gr. Z, Zentrale Aufgaben, Maj. Lober
  - Gr. I, Organisation und Einsatz, Hptm. Grotz

- Hauptgruppe A, Maj. Mettig
  - Gr. II, Entwicklung eigener Schlüsselverfahren
    - Ref. II a, Tarnverfahren, Hptm. Bernsdorf
    - Ref. II b, Kodes und Verschlüsselungen, Fricke
    - Ref. II c, Agentenverfahren, Menzer

  - Gr. III, Schlüsselversorgung, Maj. Metzger

- Hauptgruppe B, Min.Rat. Fenner
  - Gr. IV, Analytische Entzifferung, R.R. Hüttenhain
    - Ref. IV a, Sicherheit eigener Verfahren, Stein
    - Ref. IV b, Kryptanalytische Maschinen, Rotscheidt
    - Ref. IV c, Forschung, Franz
    - Ref. IV d, Ausbildung, Hüttenhain

  - Gr. V, Praktische Entzifferung, Min.Rat. Wendland
  - Gr. VI, Nachrichtenerfassung, Obstlt. Kähler
  - Gr. VII, Nachrichtenauswertung, Obstlt. v. Kalckstein

Demnach gliederte sich die Chiffrierabteilung unter der Leitung von Oberst Kettler in acht Gruppen (Gr.), beginnend mit der Gruppe Z für zentrale Aufgaben, wie Personalangelegenheiten, Verwaltung und Rechnungswesen, und den weiteren, mit römischen Zahlen durchnummerierten Gruppen I bis VII. Die Gruppe I war zuständig für Organisation und Einsatz, die Gruppe II für die Entwicklung eigener Schlüsselverfahren und die Gruppe III für die Schlüsselversorgung. Die Gruppe IV unter Hüttenhain befasste sich mit „analytischer Entzifferung“, und Aufgabe der Gruppe V war die „praktische Entzifferung der Geheimschriften fremder Regierungen, Militär-Attaches und Agenten“. Die Gruppe VI erfasste Rundfunk- und Pressenachrichten und wertete sie aus, und schließlich oblag es der Gruppe VII, die nachrichtendienstlichen Erkenntnisse auszuwerten, zu verteilen und zu archivieren.
Die für die eigentliche Kryptologie besonders wichtigen Gruppen II und III sowie IV und V waren organisatorisch zu zwei Hauptgruppen zusammengefasst, nämlich der Hauptgruppe A beziehungsweise der Hauptgruppe B, wobei diese die in der Kryptologie klassische Aufgabenteilung repräsentierten. Während sich die Hauptgruppe A mit den eigenen Verschlüsselungsverfahren und der Sicherheit der eigenen geheimen Kommunikation gegen unbefugte Entzifferung befasste, war Aufgabe der Hauptgruppe B die Kryptanalyse, also nach Möglichkeit der Bruch und die Informationsgewinnung aus verschlüsselten fremden Nachrichten. Diese beiden gegensätzliche Aufgabengebiete werden auch als defensive und offensive Kryptologie bezeichnet. Unterhalb der Gruppenebene untergliederte sich die Chiffrierabteilung weiter in Referate, beispielsweise bestand die Gruppe II aus dem Referat IIa (Tarnverfahren, Dienstvorschriften, Sicherheitsprüfung) unter Hauptmann Bernsdorf, dem Referat IIb (Kodes und Verschlüsselungen) unter Fricke sowie dem Referat IIc (Agentenverfahren) unter Menzer.

## Kryptanalyse

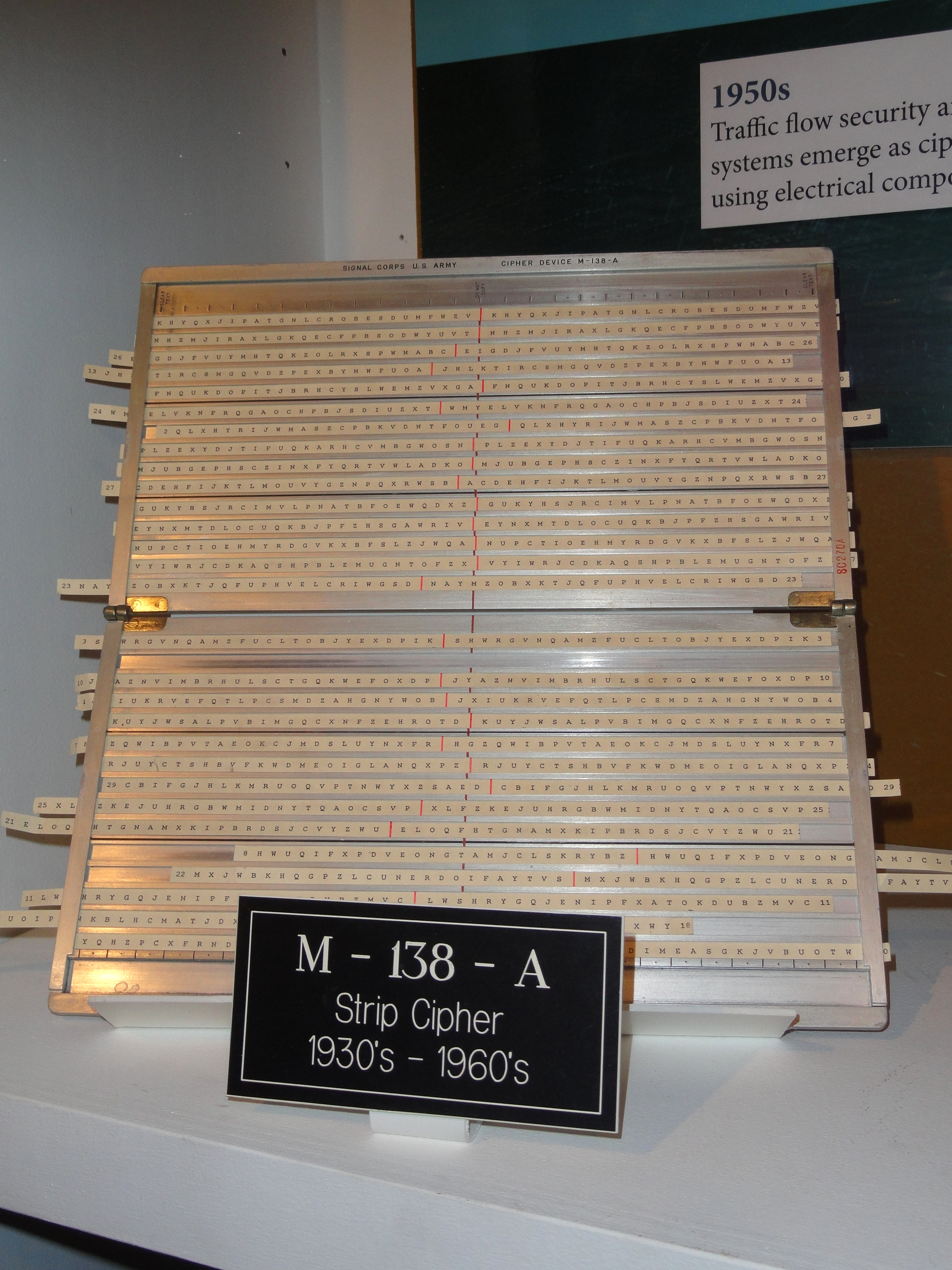
Der US-amerikanische Streifenschieber M-138-A verkörpert eins der Verfahren, die OKW/Chi erfolgreich brechen konnte

Eine der wichtigsten Aufgaben, zunächst der Chi-Stelle der Reichswehr und, nach Einrichtung des Oberkommandos der Wehrmacht im Jahr 1938, der Chiffrierabteilung, war die Kryptanalyse, also die Untersuchung gegnerischer Verschlüsselungsverfahren und nach Möglichkeit deren Entzifferung. Die Hauptgruppe Kryptanalyse wurde seit 1922 durch (den im Sommer 1938 zum Ministerialrat beförderten) Wilhelm Fenner geleitet. Ihm unterstand Erich Hüttenhain als Leiter der Gruppe IV Analytische Kryptanalyse. Hier wurden eine Reihe von speziellen kryptanalytischen Maschinen entworfen und gebaut. Dazu gehörte ein von Hüttenhains Mitarbeiter Willi Jensen entwickeltes Perioden- und Phasensuchgerät zur Feststellung von Koinzidenzen („Doppler“) zweier Geheimtexte und ihrer Abstände, das nach dem sogenannten „Sägebock-Prinzip“ arbeitete. Ferner entwickelte Jensen ein Parallelstellensuchgerät, das ähnlich wie der amerikanische Tetra-Tester in der Lage war, Bigramm-, Trigramm- und Tetragramm-Parallelstellen bei Vergleich zweier Texte auf Basis des Kasiski-Tests automatisch aufzuspüren. Darüber hinaus entstand ein elektromechanisches Differenzenrechengerät, das zum Abstreifen der Überchiffrierung bei überverschlüsselten Codes diente.
Der deutsche Kryptoanalytiker Otto Buggisch führte eine Analyse der britischen Schlüsselmaschine Typex durch, konnte aber, ebenso wie alle anderen deutschen Dienststellen, keinen Einbruch erzielen. Die TypeX blieb für die Deutschen unknackbar.

## Sicherheitskontrolle eigener Schlüsselverfahren

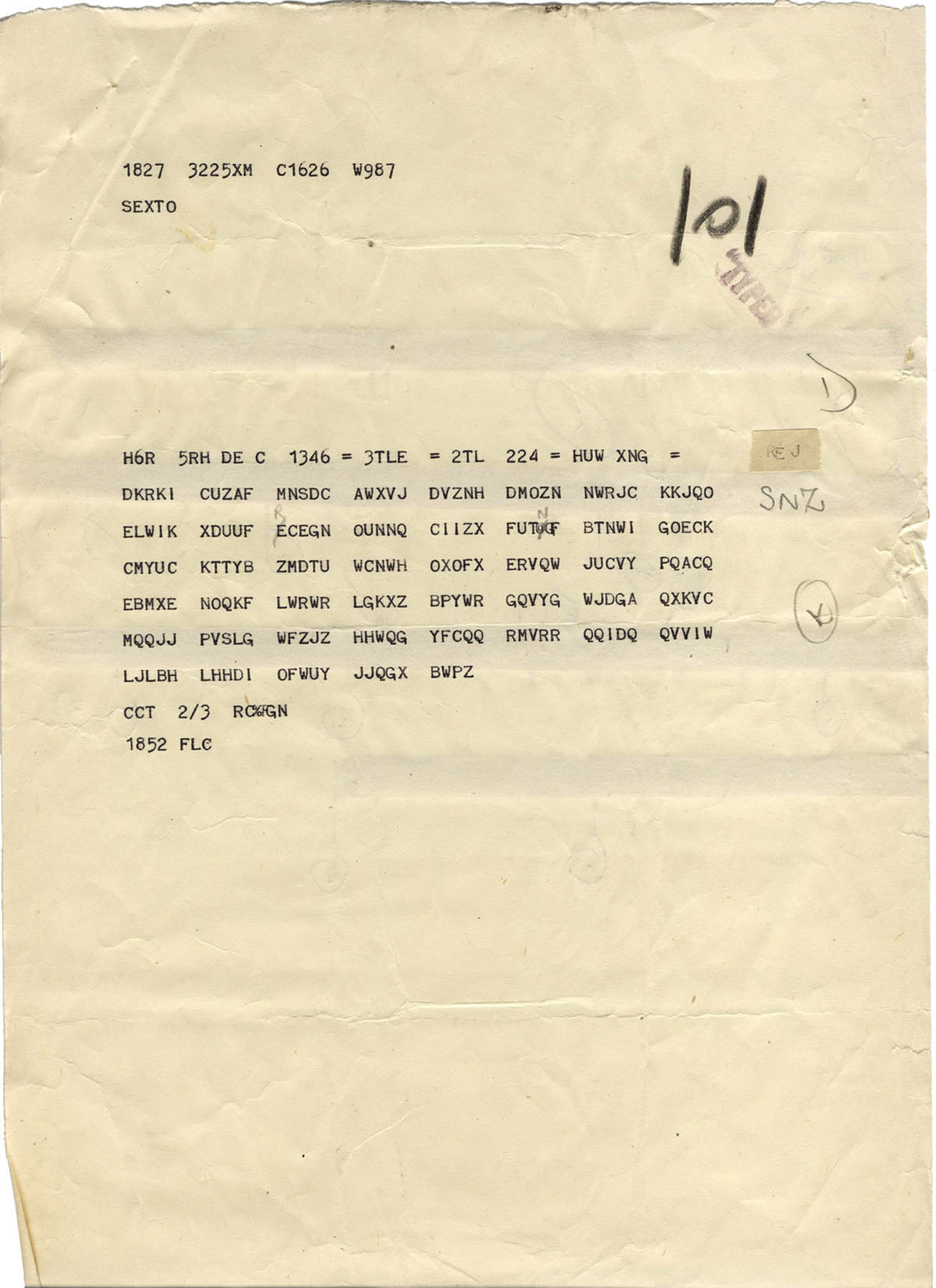
In Bletchley Park abgefangener Enigma-Funkspruch (Zweiter Teil eines dreiteiligen Spruchs)

Eine weitere Aufgabe der Chiffrierabteilung des OKW bestand – neben der offensiven Kryptologie, also der Kryptanalyse – in der defensiven Kryptologie, also der Überprüfung und Wahrung der Sicherheit eigener Kryptosysteme. Hierzu existierte innerhalb der Gruppe IV das durch Karl Stein geleitete Referat IVa Sicherheitskontrolle eigener Schlüsselverfahren. Dort speziell für die Sicherheit der Enigma zuständig war der damals 23-jährige Gisbert Hasenjaeger. Die vom britischen Codeknacker Alan Turing ersonnene und von seinem Kollegen Gordon Welchman weiter verbesserte Angriffsmethode auf die Enigma wurde von Hasenjaeger nicht erkannt. Dies führte in der Folge dazu, dass britische Codeknacker im englischen Bletchley Park unter dem Decknamen „Ultra“ die mit der deutschen Schlüsselmaschine verschlüsselten Funksprüche nahezu während des gesamten Zweiten Weltkriegs mithilfe einer speziellen elektromechanischen Maschine („Turing-Bombe“) kontinuierlich brechen konnten.